# Haben Sie das von den Morgans gehört?
Haben Sie das von den Morgans gehört? ist eine US-amerikanische romantische Filmkomödie von Marc Lawrence aus dem Jahr 2009. Die Hauptrollen wurden von Hugh Grant und Sarah Jessica Parker gespielt. Der Film kam am 7. Januar 2010 in die deutschen Kinos.

## Handlung
Der New Yorker Anwalt Paul Morgan versucht seine zerrüttete Ehe mit der Immobilienmaklerin Meryl zu retten. Als beide eines Nachts aus einem Restaurant nach Hause gehen, werden sie Zeugen eines Mordes. Der Killer bemerkt sie und versucht, sie zu töten. Paul und Meryl entkommen und nehmen auf Empfehlung der Polizei am Zeugenschutzprogramm teil, bis der Mörder gefasst ist. Das Ehepaar wird unter neuer Identität nach Ray, einer Kleinstadt in Wyoming in den Rocky Mountains gebracht.
Das Leben in Wyoming gestaltet sich schwieriger als in New York, aber beide rücken zusammen und vertragen sich wieder. Über die Assistenten des Paars kommt der Mörder hinter die neue Identität von Paul und Meryl und versucht, sie zu töten. Erneut können beide entkommen, und der Mörder wird schließlich von der Dorfbevölkerung gestellt. 
Zurück in New York leben Paul und Meryl Morgan fortan wieder als glückliches Paar. Meryl ist schwanger, und sie haben ein Baby aus China adoptiert und ihm den Namen Rae gegeben, nach dem Ort, in dem sie sich versteckt gehalten hatten.

## Hintergrund
Haben Sie das von den Morgans gehört? wurde in New Mexico und New York City gedreht. Die Dreharbeiten begannen am 23. März 2009. Der Film wurde von Columbia Pictures in Zusammenarbeit mit Castle Rock Entertainment produziert. Columbia ist der amerikanische Kinoverleih. Das Budget des Films wurde auf 58 Millionen US-Dollar geschätzt. Der Film feierte seine Weltpremiere am 18. Dezember 2009 in den USA. In Deutschland und der Schweiz war er ab dem 7. Januar 2010 zu sehen, in Österreich einen Tag später. Am 17. Juni 2010 wurde der Film in Deutschland von Sony Pictures Home Entertainment mit einer FSK-6-Freigabe auf DVD und Blu-ray Disc veröffentlicht. Am Eröffnungswochenende spielte der Film in den USA über 6,6 Millionen US-Dollar ein. Insgesamt wurden in den USA Einnahmen in Höhe von über 29,5 Millionen US-Dollar erzielt. Der Film war im deutschen Free-TV erstmals am 22. Januar 2012 bei ProSieben zu sehen.
Meryl Morgans Ehegelübde Let me not to the marriage of true minds… stammt aus William Shakespeares Sonett 116, das 1609 veröffentlicht wurde.

## Synchronisation
| Darsteller           | Deutscher Sprecher | Rolle                  |
| -------------------- | ------------------ | ---------------------- |
| Hugh Grant           | Patrick Winczewski | Paul Morgan            |
| Sarah Jessica Parker | Irina von Bentheim | Meryl Morgan           |
| Jesse Liebman        | Marius Clarén      | Adam Feller            |
| Sam Elliott          | Reiner Schöne      | Clay Wheeler           |
| David Call           | Norman Matt        | Doc D. Simmons         |
| Wilford Brimley      | Horst Lampe        | Earl Granger           |
| Mary Steenburgen     | Cornelia Meinhardt | Emma Wheeler           |
| Elisabeth Moss       | Anna Grisebach     | Jackie Drake           |
| Kim Shaw             | Sarah Riedel       | Schwester Kelly        |
| Kevin Brown          | Tilo Schmitz       | U.S. Marshal Henderson |
| Seth Gilliam         | Torsten Michaelis  | U.S. Marshal Lasky     |
| Michael Kelly        | Peter Flechtner    | Vincent                |

## Rezeption
Der Film erhielt überwiegend negative Kritiken, dennoch gab es auch positive.
Die Redaktion von kino.de urteilte: „Ein klassisches fish-out-of-water-Szenario lässt die Ostküsten-Workaholics mit den Gewohnheiten im Cowboy-Country kollidieren. […] Slapstick spielt trotzdem eine untergeordnete Rolle im Skript von Lawrence, das mit wechselndem Erfolg vor allem auf Dialogwitz und Charakterkomik setzt und nebenbei auch eine angeschlagene Ehe sanieren will. Klischees scheut Lawrence nicht, auch nicht emotionale, weshalb Parkers Kinderwunsch etwa mit sofortigem sensiblem Pianoeinsatz betont wird. Doch nach Drehbüchern für mehrere Hits von Sandra Bullock und Hugh Grant, letztere auch selbst inszeniert, weiß Lawrence, was Zuschauer wünschen. Neurotische, aber sympathische Protagonisten. […] Und Komödienprofis wie Parker und Grant, die trotz ihrer ersten gemeinsamen Komödie wie ein eingespieltes Team wirken.“
Das Urteil von Cinema lautete: „Die Klischeeromanze mit dem bemerkenswert umständlichen Titel ist unterhaltsam, aber inhaltsleer. Vorhersehbare Storyentwicklungen treffen mit zuverlässiger Genauigkeit ein, Grant und Parker spulen ihre übliche Komödienroutine ab. Lediglich Altmeister Sam Elliott und Oscar-Preisträgerin Mary Steenburgen sorgen als knorrige Einheimische in Nebenrollen für etwas Originalität. Selbst die abschließende Konfrontation mit dem Bösewicht ist schwach und zu albern. Fans der sonnigen Kinodarlings Grant und Parker werden an der rustikalen Landpartie trotzdem ihren Spaß haben.“
Nach Meinung des Lexikon des internationalen Films handelt es sich bei dem Film um eine „routinierte romantische Komödie, die unter der wenig überzeugenden Zeichnung der weiblichen Hauptfigur leidet, was von stimmigen Nebenfiguren und vor allem dem charmanten Hauptdarsteller jedoch weitgehend aufgefangen wird“.

## Trivia
Im Film wird bei Google Maps nach dem Ort: „Ray, Wyoming“ gesucht. Es wird dort auch der Ort „Ray“ angezeigt. Dieser Ort ist aber fiktiv, man gelangt tatsächlich auf den Ort Cody weil es hier eine Straße names „Ray Road“ gibt.

## Auszeichnungen
Sarah Jessica Parker wurde 2010 für die Goldene Himbeere als schlechteste Schauspielerin nominiert.